# San José del Potrero (ort i Honduras, Departamento de Comayagua, lat 14,83, long -87,28)
San José del Potrero är en ort i Honduras.   Den ligger i departementet Departamento de Comayagua, i den centrala delen av landet, 80 km norr om huvudstaden Tegucigalpa. San José del Potrero ligger 659 meter över havet och antalet invånare är 1 091.
Terrängen runt San José del Potrero är kuperad. Runt San José del Potrero är det ganska glesbefolkat, med 24 invånare per kvadratkilometer. Närmaste större samhälle är Minas de Oro, 8,1 km sydväst om San José del Potrero.  